# Julia Kopecký
Julia Kopecký (* 10. August 2004 in Leiden) ist eine niederländisch-tschechische Radrennfahrerin, die für Tschechien an den Start geht.

## Sportlicher Werdegang
Kopecký wurde im niederländischen Leiden geboren und wuchs dort auf. Ihre Mutter ist Niederländerin, ihr Vater Tscheche, wodurch sie die doppelte Staatsbürgerschaft hat. Zum Radsport kam sie durch ihren Vater und ihre älteren Brüder, zum tschechischen Team durch ihren Bruder Tomáš. Als Juniorin war Kopecký Mitglied der Nationalmannschaft und vertrat Tschechien sowohl auf der Straße als auch im Cyclocross. International machte sie 2022 auf der Straße durch mehrere Top-Platzierungen auf sich aufmerksam, unter anderem durch einen Etappenerfolg bemi Omloop van Borsele, den zweiten Platz in der Gesamtwertung der Watersley Ladies Challenge sowie den siebten Platz bei den Weltmeisterschaften im Straßenrennen. National wurde sie Juniorenmeisterin auf der Straße und im Cyclocross.
Mit dem Wechsel in die U23 wurde Kopecký 2023 Mitglied im Development Team AG Insurance-Soudal NXTG. Ihren ersten internationalen Erfolg in der Elite erzielte sie noch in derselben Saison mit dem Gewinn des belgischen Eintagesrennens Leiedal Koerse. 2024 war sie bei der Tour de Feminin die dominierende Fahrerin, als sie – bei zwei Tageserfolgen – jede Etappe unter den ersten Vier beendete und sich den Gewinn der Gesamtwertung sicherte. Zudem wurde sie tschechische Meisterin im Einzelzeitfahren. Durch den tschechischen Verband wurde sie für die Olympischen Spiele in Paris nominiert, wo sie im Einzelzeitfahren den 28. Platz und im Straßenrennen den 36. Platz belegte.
Zur Saison 2025 erhielt Kopecký einen Vertrag beim UCI Women’s WorldTeam SD Worx.
Im Cyclocross wurde Kopecký 2023 tschechische Vizemeisterin, international blieb sie bisher ohne zählbare Erfolge.

## Familie
Julia Kopecký ist die jüngere Schwester von Matyáš Kopecký und Tomáš Kopecký, die beide als Radrennfahrer in professionellen Radsportteams aktiv sind.

## Erfolge
2020
- Tschechische Meisterin – Cyclocross (Junioren)

2022
- Tschechische Meisterin – Straßenrennen (Junioren)
- eine Etappe Omloop van Borsele

2023
- Leiedal Koerse

2024
- Gesamtwertung, zwei Etappen, Punkte- und Nachwuchswertung Tour de Feminin
- Tschechische Meisterin – Einzelzeitfahren